# Magnetosfera di Urano

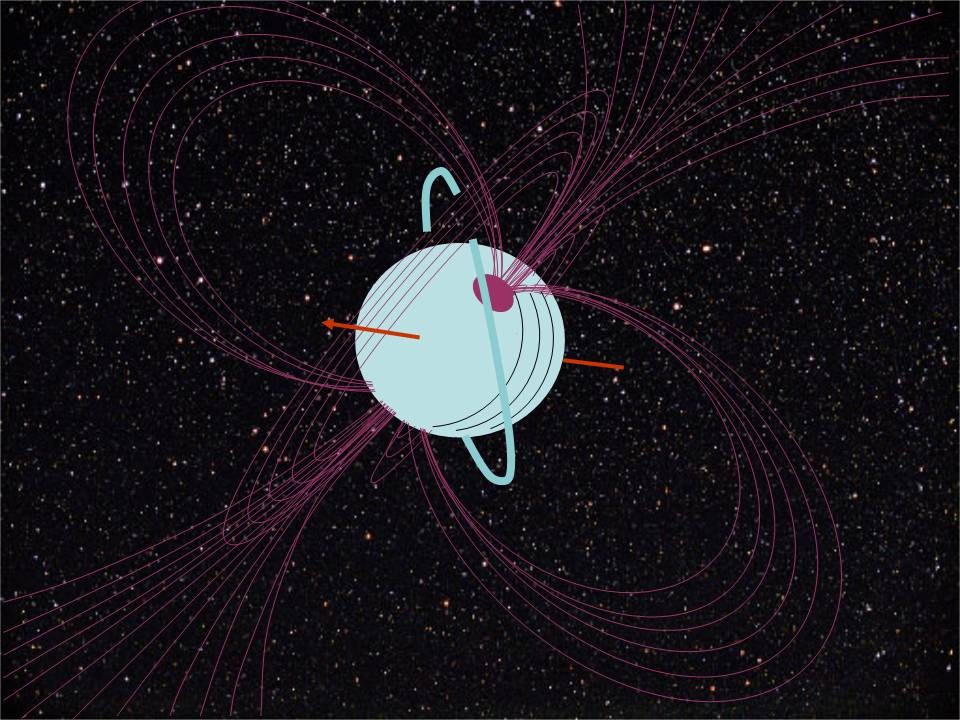
La complessità del campo magnetico di Urano, causata dalla forte inclinazione dei suoi poli magnetici rispetto all'asse di rotazione.

Solamente grazie all'arrivo della sonda spaziale Voyager 2 nel 1986 si è potuto effettuare una misurazione della magnetosfera di Urano e quindi scoprire l'esistenza di un campo magnetico su Urano il cui momento di dipolo ha un'intensità 50 volte maggiore di quello terrestre, probabilmente a causa del suo rapido moto di rotazione.

## Caratteristiche
L'inclinazione del campo magnetico fa sì che i poli magnetici invece che trovarsi ai poli si trovano presso l'equatore. Il dipolo dista un terzo del raggio di Urano verso l'emisfero nord; La magnetosfera di Urano risulta pertanto fortemente asimmetrica, con l'intensità del campo magnetico sulla superficie che va da 0,1 gauss (10 microtesla) dell'emisfero meridionale e può arrivare a 1,1 gauss (110 microtesla) nell'emisfero nord, ed una media in superficie di 0,23 gauss. Il periodo di rotazione del dipolo è di 17,24 ore, e rispetto a questo valore si misura la velocità dei venti atmosferici.
Il campo magnetico di Urano ha una peculiare caratteristica: è inclinato di 58,6° rispetto all'asse di rotazione del pianeta, al contrario di quello terrestre e degli altri giganti gassosi, suggerendo che questa caratteristica potrebbe essere comune nei giganti di ghiaccio. La spiegazione per tale ipotesi è che, a differenza dei campi magnetici della Terra e degli altri pianeti, che hanno campi magnetici generati nel loro nucleo, i campi magnetici dei giganti di ghiaccio sono generati dal movimento di materia a profondità relativamente basse, come ad esempio un oceano di acqua e ammoniaca.
Il campo magnetico è dovuto all'effetto dinamo causato dal rapido movimento dei fluidi all'interno del pianeta, infatti attorno al suo nucleo, che misura 7 500 km di raggio, gira velocemente uno strato di idrogeno che l'elevata pressione ha reso liquido, conduttore e ionizzato, ed è questo che determina la presenza del campo magnetico, che reagendo con il vento solare forma una serie di fasce di plasma lungo la direzione delle linee di forza, simili alle Fasce di van Allen terrestri, e l'incanalamento di questo plasma lungo questo percorso produce il fenomeno delle aurore polari presenti su Urano anche alle medie latitudini grazie all'anomala inclinazione del campo magnetico.
La magnetosfera, che circonda il pianeta, ingloba tutti i satelliti ed anelli che l'attraversano e ruota con lo stesso periodo di Urano; si estende inoltre per 590 000 km dalla parte dell'emisfero rivolto al Sole e per 6 milioni di km dalla parte in ombra.
Una delle tante teorie della formazione del campo magnetico è che probabilmente sia di origine fossile e, anche in parte, di origine interna, in pratica potrebbe essere un residuo dello stesso campo magnetico della nebulosa da cui ha avuto origine il Sistema Solare.
Nonostante lo strano allineamento, per altri versi la magnetosfera di Urano è come quella degli altri pianeti, con un limite esterno che si trova a circa 23 raggi in direzione del Sole, una magnetopausa a 18 raggi di Urano. La struttura della magnetosfera uraniana è diversa da quella di Giove e più simile a quella di Saturno. La "coda" della magnetosfera di Urano si estende dietro il pianeta, in direzione opposta al Sole, fino ad una decina di milioni di chilometri, prendendo una forma a spirale a causa della rotazione del pianeta.
Il flusso di particelle è abbastanza alto da causare un'erosione dei satelliti in un intervallo di tempo molto rapido in termini astronomici, di 100.000 anni. Questa potrebbe essere la causa della colorazione uniformemente scura dei satelliti e degli anelli. Il fascio di particelle del campo magnetico sviluppa aurore visibili come archi luminosi attorno ai due poli magnetici, anche se, a differenza di Giove, le aurore di Urano sono poco significative, brevi e dall'aspetto puntiforme.